# Lazarussuchus
A Lazarussuchus (jelentése 'Lázár-krokodil', arra utalva, hogy Lázár-taxonnak számít) a bazális choristoderák egyik vízi életmódot folytatott neme, amely a késő oligocén és a kora miocén időszakok között élt Franciaország és Csehország területén. Két faja vált ismertté: a típusfaj, a késő oligocénból, Franciaországból származó L. inexpectatus (nevének jelentése 'váratlan') (Hecht, 1992); és a kora miocénből, Csehországból származó L. dvoraki (melynek neve Zdeněk Dvořákra utal). Nem volt nagy méretű állat, az L. inexpectatus koponyája 4,54 centiméteres hosszúságot ért el.

## Lázár-taxon
A Lázár-taxon egy olyan taxon, melynek fosszilis rekordban történő megjelenései nagy mértékben elkülönülnek egymástól, ugyanis az egyik helyen a fosszíliák eltűnnek, később pedig egy másik helyen újra megjelennek. A choristoderák esetében úgy tűnt, hogy a csoport kihalt az eocén idején, azonban a Lazarussuchus megmutatta, hogy évmilliókkal később, kis gyíkszerű állatok formájában ismét feltűnt. Emellett, abból, hogy a Lazarussuchus a filogenetikai elemzés alapján látszólag nagyon bazális choristodera, bazálisabb a késő kréta időszaki choristoderáknál, és talán bazálisabb még a feltételezett késő triász időszakban élt choristoderánál, a Pachystropheusnál is, arra lehet következtetni, hogy a kis choristoderák hosszú fejlődési vonalát még nem találták meg, illetve nem ismerték fel. Evans és Klembara az L. dvorakiról szóló leírásukban kijelentették, hogy a kis choristoderák, Európa miocén időszaki éghajlatának története és a többi európai hüllő fosszilis rekordja alapján fennmaradhattak egészen a kora miocénig; jelezve, hogy jelentős lehűlés nem következett be a késő pliocént megelőzően.

## Fordítás
- Ez a szócikk részben vagy egészben a Lazarussuchus című angol Wikipédia-szócikk ezen változatának fordításán alapul.  Az eredeti cikk szerkesztőit annak laptörténete sorolja fel. Ez a jelzés csupán a megfogalmazás eredetét és a szerzői jogokat jelzi, nem szolgál a cikkben szereplő információk forrásmegjelöléseként.